# Hjalmar Gammelgaard
Hjalmar Gammelgaard (født 15. februar 1880 i Gislev Holme, død 5. november 1956 i Hillerød), cand.polit., var bl.a. ansat hos Ove Krak og var fra 1930 forstander for Roskilde Højskole, efter den var blevet overtaget af AOF. 
Hjalmar Gammelgaard var søn af friskolelærer Ludvig J. Gammelgaard og hustru Berntine, født Hansen. Han blev gift 26. december 1908 med Harriet, født Brahm; separeret 1933.
Gammelgaard tog lærereksamen fra Blågård Seminarium i 1901 og fik efterfølgende studentereksamen i 1904 for at blive cand.polit. i 1909. Mens han endnu var studerende, blev han i 1908 ansat ved Kraks Vejviser og var med til at søsætte Kraks Blå Bog, der kom første gang i 1910, og i 1919 blev han forfremmet til kontorchef.
Efter sin lærereksamen var Gammelgaard fra august 1901 lærer på Odense Friskole. Samtidig med universitetsstudier var han 1904-1909 lærer ved københavnske kurser og skoler.
Hjalmar Gammelgaard underviste på Borups Højskole 1920-26 og på Den Socialdemokratiske Arbejderskole i København 1925-31, og i 1930 tiltrådte han som forstander på Roskilde Højskole. 
Gammelgaard var i flere omgange bestyrelsesmedlem i Studentersamfundet og fra 1928 i Dansk Forening for Social Oplysning. Fra 1932 formand for Fællesudvalget for Social Litteratur.

## Skrifter af Hjalmar Gammelgaard
- Tysklands og Englands Industri. 1916
- Vejviseren gennem halvandet Hundrede Aar. 1920
- Industrien, Muligheder og Vilkaar. 1926 (Redaktør og medforfatter)
- Afsnittene De danske Byerhverv i Det danske Samfund (4. udg. 1934) og Stats- og Kommunefinansernes historiske Udvikling i Den danske Stat (2. udg. 1934)
- Borups Højskole 1922-25. (Redaktør)
- Blaagaards Seminariums Festskrift 1934. (Redaktør)
- Danmarks Erhverv. 2. udg. 1943. Sammen med Sv.S. Østergaard og Cl. Pedersen
- Artikler om Roskilde Højskole i tidsskriftet Arbejderhøjskolen. 1946-47, 1948, 1948-49
- I anledning af Hjalmar Gammelgaards 75-års-dag den 15. februar 1955. (Festskrift udgivet af Roskilde Højskoles elevforening, 1955)
- Hjalmar Gammelgaard 1880-1956 – Taler og artikler. Redigeret af Bent Pihl. 1960. Arbejderhøjskolens Forlag (Mindebog)
- derudover en lang række tidsskriftsartikler